# Matamoros, Guerrero
Matamoros är en ort i Mexiko.   Den ligger i kommunen Coahuayutla de José María Izazaga och delstaten Guerrero, i den södra delen av landet, 300 km väster om huvudstaden Mexico City. Matamoros ligger 174 meter över havet och antalet invånare är 291. Den ligger vid sjön Presa Adolfo López Mateos.
Terrängen runt Matamoros är huvudsakligen kuperad. Matamoros ligger nere i en dal. Runt Matamoros är det mycket glesbefolkat, med 6 invånare per kvadratkilometer. Närmaste större samhälle är Coahuayutla de Guerrero, 18,7 km sydost om Matamoros. I omgivningarna runt Matamoros växer huvudsakligen savannskog.